# 横纹长鬣蜥
横纹长鬣蜥（學名：Physignathus lesueurii）俗称澳洲水龙，是飞蜥科的一种蜥蜴。分布在澳大利亚东部，范围从维多利亚州北部到昆士兰州，在南澳大利亚州的东南海岸亦有小种群分布。下有兩個亞種，分別是Physignathus lesueurii lesueurii及 P. l. howitti。

## 描述
横纹长鬣蜥四肢和脚掌有力，适于爬行，长尾肌肉横向分布，适于游泳，颈部和脊椎嵴突出。
横纹长鬣蜥的尾巴占了全长的2/3，成年雌性长度为20厘米，成年雄性长度超过1米，体重达1公斤。雄性颜色更艳丽，头亦比雌性大。幼蜥颜色差别不大。
横纹长鬣蜥在野外生性胆小，但是在郊外和花园逐渐适应人类的存在。它们移动迅速，攀爬有力。当遇到潜在捕食者，它们在茂密植被下躲避，或跳入水中。它们能潜泳，并能在浅溪流或湖泊的底部休息长达90分钟躲避捕食者。